# アガラス岬

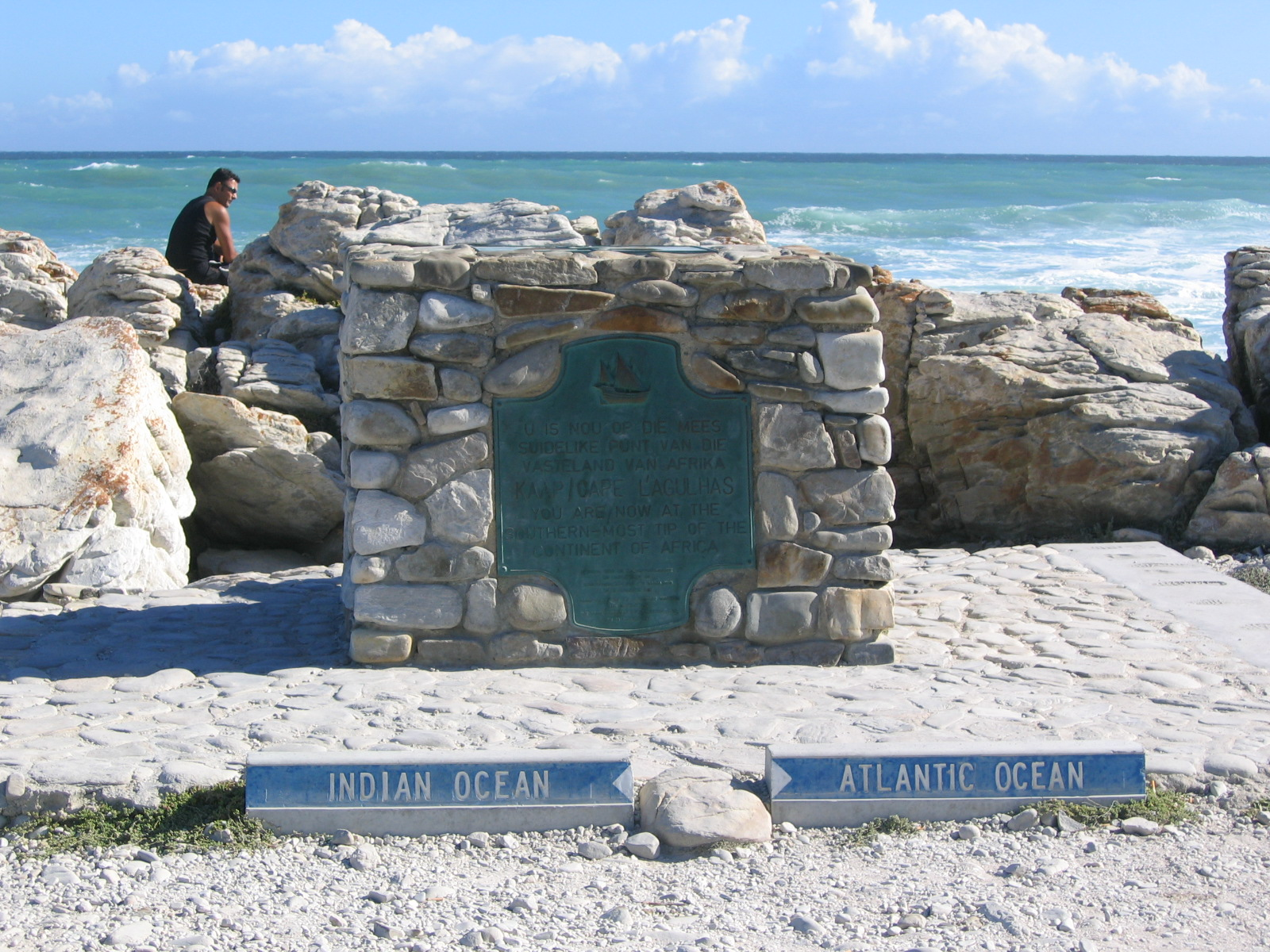
大西洋とインド洋の境を示すアガラス岬の標識

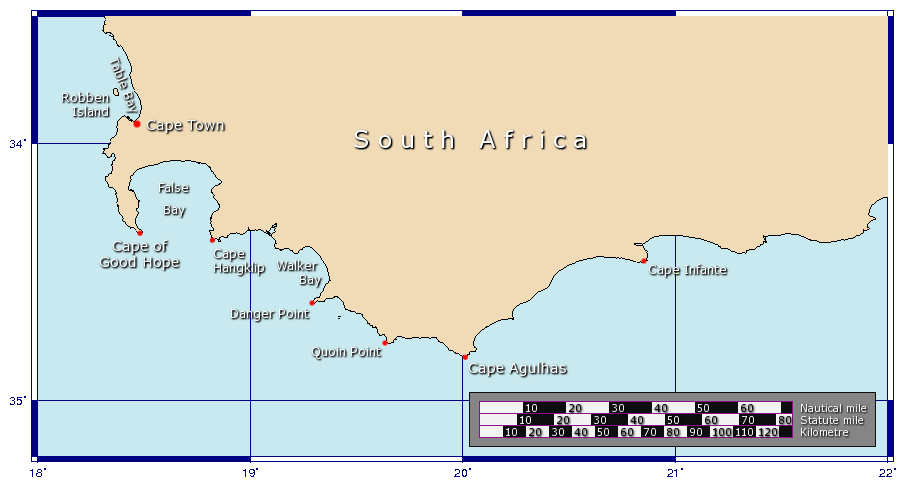
中央下がアガラス岬。喜望峰は西北西に位置する。

アガラス岬／アグラス岬（アガラスみさき、アグラスみさき、ポルトガル語: Cabo das Agulhas、アフリカーンス語: Kaap Agulhas、英語: Cape Agulhas）は、南アフリカ共和国西ケープ州にある岬。アフリカ大陸の最南端に位置する。

## 概要
インド洋と大西洋を分ける地点である。ただ、西方にある喜望峰が有名で、そちらがアフリカ大陸最南端と誤解される。